# Вильданов, Ахат Ханнанович
Ахат Ханнанович Вильданов  (род. 1 августа 1944 года) — башкирский литературовед, педагог, писатель.

## Биография
Вильданов Ахат Ханнанович родился 1 августа 1944 года в д. Кабясово Макаровского района БАССР (сейчас Ишимбайский район РБ).
В 1970 году окончил Башкирский государственный университет (ныне Уфимский университет науки и технологий). В 1974 году поступил в аспирантуру Института истории, языка и литературы БФ АН СССР, и в 1978 году защитил кандидатскую диссертацию на тему «Башкирская просветительская литература и поэзия Акмуллы».
С 1974 года работал в Институте истории, языка и литературы Уфимского НЦ РАН, с 1982 года — в Башкирском государственном педагогическом университете (ныне Уфимский университет науки и технологий) деканом подготовительного факультета, в 1993—2004 годах — завкафедрой башкирской литературы и культуры, в 1995—1996 годах — декан факультета башкирской филологии.
Область научных интересов — история башкирской литературы. Им написаны статьи о творчестве писателей Акмуллы, И. А. Абдуллина, А. Х. Вахитова, Р. Г. Султангареева и др.
Вильданов Ахат Ханнанович является соавтором "Башҡорт әҙәбиәте тарихы (1990—1996; «История башкирской литературы»).

## Труды
Вильданов Ахат Ханнанович — автор около 60 научных литературоведческих трудов.

## Награды
Литературная премия им. Акмуллы (1990) — за исследовательскую деятельность жизни и творчества М. Акмуллы.